# Davide Astori
Davide Astori (født 7. januar 1987, død 4. marts 2018) var en italiensk fodboldspiller, som spillede for den italienske klub ACF Fiorentina.
Han havde tidligere spillet for de italienske klubber A.C. Milan og Cagliari, samt været på udlån til klubberne Pizzighettone og Cremonese.  
Han debuterede for Italiens fodboldlandshold 29. marts 2011 i en træningskamp mod Ukraine, en kamp de vandt 2-0.
Astori blev fundet død på sit hotelværelse før udekampen mod Udinese den 4. marts 2018.